# Разъезд Северный Донец
Разъе́зд Се́верный Доне́ц — посёлок в Каменском районе Ростовской области.
Входит в состав Богдановского сельского поселения. 

## Население
| 2010 |
| ---- |
| 29   |

## Улицы
В посёлке имеются две улицы: Народная и Путейная. 